# Hospital São Francisco de Assis (Belo Horizonte)
O Hospital São Francisco de Assis está situado em Belo Horizonte no bairro Concórdia. Inaugurado em 7 de outubro de 1936, é o segundo hospital mais antigo da cidade.
Depois da Revolução de 1930, o Presidente do Conselho Metropolitano de BH/MG, da Sociedade São Vicente de Paulo, Sr. Joaquim Furtado de Menezes, ajudou a construir galpões no Bairro Concórdia para acolhimento de crianças e mulheres, viúvas. Um grupo de médicos Dr. Hilton Rocha, Dr. Antônio Ximenes, João Baptista Rezende Alves. Dr. José Maria Carneiro, Dr. Afonso Lustosa, Dr. Arlindo Polizzi e Dr. Francisco de Souza Lima iniciaram a Assistência Médica. Foi a partir deste ato que a Corporação de Médicos Católicos foi criada, denominado hoje e conhecido como Hospital São Francisco de Assis.
O Hospital teve como início de suas atividades a Clínica Geral e Pediatria, possuindo apenas 11 leitos. A área de Transplantes renal é referência no estado e hoje conta com os serviços de Cirurgias Bariátricas e Cardiovascular, além de outras especialidades, como Neurocirurgia, Ginecologia, Oncologia, Radioterapia e Cardiologia.
Em 2012, o hospital inaugurou uma segunda unidade no bairro Santa Lucia em Belo Horizonte, voltada exclusivamente para cirurgias ortopédicas e Buco Maxilo. Atualmente o maior serviço de Ortopedia do estado, chegou a configurar no topo do ranking nacional em 2019.